# Château d'Écharbot
Le château d'Écharbot est un château situé à Saint-Sylvain-d'Anjou, en France.

## Localisation
Le château est situé dans le département français de Maine-et-Loire, sur la commune de Saint-Sylvain-d'Anjou.

## Historique
L'édifice est inscrit au titre des monuments historiques en 1981.